# Plan Three
Plan Three är ett svenskt alternativt rockband med elektroniska influenser från Stockholm, som bildades 2000.

## Biografi
Plan Three är ett band från Stockholm som bildades runt millennieskiftet ur två andra band, av barndomsvännerna Jacob Lovén, Tommie Hammar, Mathias Garneij, Andreas Malm och Mattias Willis. Under åren som följde producerade bandet demos kontinuerligt, ofta i samarbete med kompisen och låtskrivaren/producenten David Clewett. Samtidigt genomförde de även spelningar regelbundet, i synnerhet i Stockholms-området, samt på andra orter i landet.
Med tiden utvecklades bandets stil från en lugnare, pop-inspirerad 1990-talsrock till en mer hårdare spelstil och influenser från alternativ metal, speciellt från den amerikanska musikscenen. Detta gjorde så småningom att basisten Mattias Willis lämnade bandet för att fortsätta med den mer pop-influerade musikstilen i bandet Mindless.
Bandet kontaktade basisten Peter Kjellin som blev ny medlem och ungefär samtidigt blev även David Clewett fast medlem i bandet som keyboardist. Efter att ha uppmärksammats vid en lokal bandtävling för osignade band fick de kontrakt med ett bokningsbolag och började att mer aktivt spela runtom i landet.
Hösten 2007 följde de med som förband till bandet Takida på inledningen av deras höst-turné, bland annat på slutsålda spelningar på Lisebergshallen i Göteborg och Arenan i Stockholm. Samtidigt släpptes bandets debutsingel Achilles Heel på skivbolaget Dogmatic, med distribution via Universal Music. Förutom titelspåret innehöll den även låten "Save Me".
I slutet av 2007 lämnade trummisen Andreas Malm bandet och ersattes av nya trummisen Andreas Henriksson. Under våren och sommaren 2008 arbetade bandet med nytt låtmaterial och gjorde endast enstaka spelningar, bland annat på Peace & Love-festivalen i Borlänge. En ny låt med titeln Triggers släpptes i slutet av augusti.
I november 2008 spelade bandet som support åt 3 Doors Down på Arenan i Stockholm och i juni 2009 stod det klart att bandet skrivit på för skivbolaget Ninetone Records och inlett ett samarbete med dess producent Patrik Frisk (Takida, Crashdïet, Corroded mfl.) för att släppa singeln Still Broken den 17 juni och ett fullängdsdebutalbum. Under hösten 2009 spelades singeln ofta på radiostationen Bandit Rock, och bandet gjorde flera spelningar runt om i landet och var även förband till danska bandet Mew, när de spelade på Cirkus i Stockholm. Skivan Screaming Our Sins släpptes 25 november samma år.
Under sommaren 2010 spelade bandet på Pier Pressure i Göteborg på samma scen som The Sounds, HIM och 30 Seconds To Mars - under sommaren släpptes nya singeln Brush It Off som spelats i radio på såväl Bandit Rock som P3. Trummisen Andreas Henriksson lämnade bandet under hösten och ersattes tillfälligt av originaltrummisen Andreas Malm på bandets kvarvarande spelningar under året. I början av 2011 meddelades att bandet rekryterat en ny trummis - Kristoffer Folin, som även arbetar som låtskrivare och producent i den Stockholmsbaserade studion Ramtitam och tidigare spelat bland annat i det progressiva alternativrockbandet Melaina. Kort därefter gav sig bandet ut på sin turné "Touring Our Sins" runtom i Sverige.
2011 släpptes en EP med titeln The Signal - Part One följt av en längre paus och i november 2014 var bandet tillbaka igen med en ny singel, When Everything Comes To An End.
Efter ytterligare en tids tystnad släppte bandet sitt andra fullängdsalbum Wish I Was Stormborne hösten 2017 genom Gain Music Entertainment. Kort därefter meddelade bandet att deras sångare Jacob lämnat bandet och ersatts av nya vokalisten Viktor Markowicz (The Heart Of Stones). I början av 2018 släppte de en Live Studio Session med akustiska versioner av tre spår från senaste albumet, samt en coverversion av Phil Collins låt Another Day In Paradise.
Under 2019 har bandet släppt två singlar: "Narcissistic Man" och "Taravana". De åkte även med som support åt Takida och Stiftelsen på deras turné Tre. Stopp. i Stockholm, Malmö och Göteborg och spelade inför en publik på sammanlagt 15 000.

## Medlemmar
Nuvarande medlemmar
- Viktor Markowicz – sång
- Tommie Hammar – gitarr
- Mathias Garneij – gitarr
- David Clewett – keyboard
- Peter Kjellin – basgitarr
- Kristoffer Folin – trummor

Tidigare medlemmar
- Mattias Willis – basgitarr (2000–2006)
- Andreas Malm – trummor (2000–2007)
- Andreas Henriksson – trummor (2008–2010)
- Jacob Lovén - sång (2000–2017)

## Diskografi
Studioalbum
- Screaming Our Sins (2009)
- Wish I Was Stormborne (2017)

EP
- The Signal - Part One (2011)
- Live Studio Session (2018)

Singlar
- Achilles Heel (2007)
- Triggers (2008)
- Still Broken (2009)
- Brush It Off (2010)
- Chasing Tornadoes (2011)
- When Everything Comes To An End (2014)
- Welcome To The Edge (2017)
- The Otherside (2017)
- Echo (2017)
- Narcissistic Man (2019)
- Taravana (2019)
- Stay (2022)